# Stanisław Baranowski (glacjolog)
Stanisław Baranowski (ur. 25 marca 1935 w Gdyni, zm. 27 sierpnia 1978 w Bytomiu) – polski glacjolog, klimatolog, badacz polarny, kierownik Zakładu Meteorologii i Klimatologii Instytutu Geograficznego Uniwersytetu Wrocławskiego.

## Dzieciństwo i młodość
Stanisław Baranowski urodził się w Gdyni, jego matka była nauczycielką, ojciec inżynierem elektrykiem – pracownikiem Portu Gdyńskiego (zamordowany w obozie Auschwitz-Birkenau w 1941 r.). Lata wojny spędził na Podkarpaciu we wsi Pustynia koło Dębicy, gdzie rozpoczął naukę w szkole podstawowej. Po wojnie kontynuował naukę w Kórniku koło Poznania, gdzie w 1951 roku uzyskał świadectwo dojrzałości. W 1951 roku rozpoczął studia geograficzne na Uniwersytecie im. Adama Mickiewicza w Poznaniu. Od 1953 do 1955 r. kontynuował studia na Uniwersytecie Wrocławskim na specjalizacji z zakresu meteorologii i klimatologii, gdzie pod kierunkiem prof. Aleksandra Kosiby wykonał pracę magisterską na temat intensywnych opadów śnieżnych na Śląsku.

## Kariera naukowa
Po uzyskaniu magisterium podjął pracę na Uniwersytecie Wrocławskim, początkowo jako obserwator w Obserwatorium Meteorologicznym Uniwersytetu Wrocławskiego, a następnie jako uczestnik zainicjowanych przez prof. Aleksandra Kosibę badań niwalnych w Sudetach i aktynometrycznych na terenie Górnośląskiego Okręgu Przemysłowego.
W latach 1957–1960 w ramach MRG i MWG brał udział w wyprawach polarnych na Spitsbergen, kierowanych przez Stanisława Siedleckiego, w tym w wyprawie zimowej 1957/1958.
W 1962 roku, na zaproszenie Imperial College w Londynie, uczestniczył w letniej wyprawie brytyjskiej na Spitsbergen. Zebrane podczas wypraw polarnych materiały badawcze były podstawą do napisania dysertacji Termika tundry peryglacjalnej SW Spitsbergenu i uzyskania w 1964 roku na Uniwersytecie Wrocławskim stopnia doktora w zakresie nauk przyrodniczych (promotorem dysertacji był prof. Aleksander Kosiba). Praca ta ukazała się drukiem w nakładem Wydawnictwa Uniwersytetu Wrocławskiego w 1968 roku.
W 1966 uzyskał stypendium British Council, co umożliwiło mu odbycie stażów na Scott Polar Resarch Institute w Cambridge w Wielkiej Brytanii w Stacji Glacjologicznej Tarfala w masywie Kebnekaise w Laponii Szwedzkiej. W trakcie tych stażów pracował pod kierunkiem glacjologów Q. Robina i V. Schytta.
1 października 1967 r. objął obowiązki adiunkta w Katedrze Geografii Fizycznej Uniwersytetu Wrocławskiego, kierowanej przez prof. Alfreda Jahna. W 1969 zorganizował stację terenową Katedry Geografii Fizycznej Instytutu Geograficznego Uniwersytetu Wrocławskiego w Zieleńcu w Górach Bystrzyckich, gdzie prowadzone były kompleksowe badania geomorfologiczne, klimatologiczne i ekologiczne, oraz kursy zajęć terenowych z zakresu geografii fizycznej.

### Wyprawy naukowe
W latach 1970–1974 Stanisław Baranowski kierował pięcioletnim cyklem corocznych wypraw naukowych na Spitsbergen organizowanych przez Uniwersytet Wrocławski przy współpracy Instytutu Geofizyki PAN z Warszawy. Był również, oprócz 1972 roku, uczestnikiem tych wypraw.
Badania glaciologiczno-meteorologiczne i hydrologiczne podczas tych wypraw koncentrowały w rejonie lodowca Werenskiolda. Na przedpolu tego lodowca w 1971 r. z inicjatywy Baranowskiego wzniesiono drewniany domek, który stworzył warunki dla założenia Stacji Polarnej Uniwersytetu Wrocławskiego na Spitsbergenie. W tym samym roku, po przejściu na emeryturę prof. Aleksandra Kosiby, Baranowski objął kierownictwo Zakładu Meteorologii i Klimatologii Instytutu Geograficznego Uniwersytetu Wrocławskiego uzyskując w tym samym roku stanowisko docenta. W tym czasie był inicjatorem podjęcia badań z zakresu klimatu lokalnego (aglomeracja wrocławska) i pokrywy śnieżnej w Sudetach (Karkonosze, Masyw Śnieżnika), oraz prac nad automatyzacją pomiarów meteorologicznych i ich opracowania. Po pożarze schroniska na Szrenicy, w którym mieściło się obserwatorium meteorologiczne Uniwersytetu Wrocławskiego, podjął starania o budowę własnego budynku obserwatorium.
W 1976 r. uzyskał na podstawie rozprawy dotyczącej lodowców subpolarnych na Spitsbergenie stopień doktora habilitowanego.
Wkrótce po habilitacji, pod koniec 1977 r. wyruszył na wyprawę antarktyczną na Wyspę Króla Jerzego na Szetlandach Południowych.

## Śmierć i upamiętnienie
W trakcie wyprawy na Wyspę Króla Jerzego w 1977 roku Stanisław Baranowski uległ nieszczęśliwemu wypadkowi – w czasie snu zatruł się gazem wydobywającym się z nieszczelnej butli. Mimo pomocy lekarskiej udzielonej na miejscu w Polskiej Stacji Antarktycznej im. H. Arctowskiego oraz bazie argentyńskiej w Ushuaia na Ziemi Ognistej nie odzyskał przytomności. Podjęte następnie próby leczenia w Argentynie i w Polsce nie powiodły się. Po niespełna ośmiu miesiącach od wypadku Stanisław Baranowski zmarł 27 sierpnia 1978 roku. Pochowano go na Cmentarzu Grabiszyńskim we Wrocławiu.
Stacja naukowa Uniwersytetu Wrocławskiego, na przedpolu lodowca Wereskiolda na Spitsbergenie, której był założycielem i gdzie wiele lat poświęcił badaniom glacjologicznym i geomorfologicznym została nazwana jego imieniem. Ku jego czci umieszczono również tablicę w Polskiej Stacji Antarktycznej im. H. Arctowskiego na Wyspie Króla Jerzego. Na jego cześć nazwano także Przylądek Baranowskiego na Spitsbergenie oraz Lodowiec Baranowskiego i Zatokę Staszka na Wyspie Króla Jerzego.